# Salamon József (tanár)
Salamon József (Zilah, 1790. augusztus 30. – Zilah, 1871. március 19.) teológiai doktor, iskolai tanácsos, református lelkész, egyházi író, tanár. 

## Élete
Salamon Antal szűcsmester és Vilhelm Borbála fia. Tanulását a zilahi református kis iskolában kezdte, 1806-ban Nagyenyeden lett tanuló. Később nevelője volt felső-csernátoni Bod Péter unokájának, Barthos Sándornak, majd az enyedi református kollégiumban osztálytanító lett, mely után 1814-ben külföldre ment és a göttingeni egyetemen tanult Kőrösi Csoma Sándorral. 1815 tavaszán tért vissza Erdélybe, ahol báró Dániel Istvánné gróf Mikes Anna meghívta Kolozsvárra udvari papnak. Ezen hivatalát négy hónapig viselte. Ekkor megválasztották Zilahra tanárnak, ahol 1815. szeptember 17-én tartotta beköszöntő beszédét. „Beköszöntőjében szentül fogadta: mivel kevéssel azelőtt az iskola megrepedezett emeletét le kellett szedni, mindent elkövet, hogy új s tágasabb iskola épülhessen”. Gróf Teleki Sámueltől kért 1000 forint adománnyal tette le 1816-ban az új iskola alapját. A tanári lak 1821-ben volt kész s az iskola is 1830-ban. Időközben Szászvárosra és Debrecenbe hívták tanárnak, de ezen meghívásokat nem fogadta el. 1821-ben »Jurassor« (juratus assessor), azaz vármegyei esküdt, majd 1822-ben közép-szolnokmegyei táblabíró lett. Ülnöke volt a szilágyi református egyházmegyének, 1826-ban egyházmegyei levéltárnoknak, 1827-ben aljegyzőnek választották meg. 1830-ban Kolozsvárt teológiai tanár lett, 1836-ban ő hozta be legelőször a protestáns egyházjog tanítását tantárgyként. A két felső osztályt (togatus diákokat) Salamon tanította, egy coadjutorral. Az alsóbbakat pedig a másodéves togatusok tanították.
1837-ben, amikor a göttingeni egyetem első százéves ünnepét tartotta, teologiai doktori oklevéllel tisztelték meg. 1848-ban az összes szuperintendenciák közös konventjére Erdélyből küldött képviselők egyike volt. 1850. júliusban Nagyszebenben az erdélyi református iskolák ügyében tartott gyűlésen hathatós védelmére kelt az iskolák érdekeinek. 1856. február 12-én az erdélyi összes protestáns iskolák felügyeletével bírták meg, mint kinevezett iskolatanácsos, s azon év májusában átköltözött Nagyszebenbe, ahol tiszteletbeli első papnak választották meg. 1860-ban Kolozsvárra költözött, a pátens következtében hivatala megszűnt, s két évig fizetés nélkül volt, majd 1862-ben nyugdíjat nyert. Ekkor Zilahra költözött és az erdélyi egyházfőtanács a zilahi iskola algondnokává nevezte ki. 
Cikke az általa szerkesztett Erdélyi Prédikátori Tárban (1833-39. A Lancaster-tanmódszerről, A protestáns egyház igazgatásáról általában s különösen az erdélyi ev. ref. egyház igazgatása formájáról, Bod Péter életrajza, Benkőről, Bodoláról); írt még az Erdélyi Híradóba s a Hon és Külföldbe (1845. A »Successio« kérdésében polemia).

## Munkái
- A magyar Izrael siratja a maga Sámuelét. Egy halotti tanítás, melyet gróf Széki Teleki Sámuel úr ő excell. utolsó tiszteletére a zilahi ref. templomban 1822. nov. 17. elmondott. Hely n.
- Halotti beszéd br. Wesselényi József felett. 1826. Hely n.
- A tehetős és hasznos hazafi és buzgó keresztény egy halotti beszédben, melyet... id. zilahi nemes Kiss Ferencz városi esküdt... végtisztességén mondott Zilahon nov. 1. 1827. Hely n.
- Polgári koszorú néhai mélt. Zilahi Laskai Sámuel cs. kir. tanácsos... Szolnok várm. v. ispany úrnak végtiszteletére szentelve egy halotti beszédben, mellyet Zálnokon júl. 15. 1827. eszt. elmondott, Kolozsvár, 1828. (Veres György gyászbeszédével együtt).
- Gyászbeszéd Tunyogi Miklósné Éltető Anna felett. 1828. Hely n.
- Gyászbeszéd br. Bánffi Pál felett 1828.
- Emlékbeszéd, melyet néhai losonczi l. báró Bánffy László úrnak, a kolozsvári ev. ref. főiskola... fő curátorának hálás tiszteletére a fő-oskola nagyobb termében 1810. jún. 27. tartott. Kolozsvár, 1840.
- De statu ecclesiae evangelico-reformatae in Transsilvania commentatio theologico-historica, quam pro summis in theologia honoribus inter sacra saecularia celeberrimae academiae Georgiae Augustae die XIX. Sept. anni M.DCCC.XXXVII. consequendis, summae venerando theologorum in eadem academia Georgia Augusta ordini obtulit. Claudiopoli, 1840.
- Successio és képviselet az erdélyi ev. ref. superintendentiában. Pest, 1861. (Névtelenül).

Fő munkatársa volt az erdélyi énekeskönyv 1833. kezdődő megújításának és abban a 30. dicséretet ő szerezte. Pótlékokkal ellátta Bod, Synopsis juris connubialis c. munkájának Benkő László által 1836. kiadott magyar fordítását. Számos munkája maradt kéziratban, melyek közül önéletrajzát Török István tette közzé (Erdélyi Protestáns Közlöny, 1877).
Szerkesztette az Erdélyi Prédikátori Tárat 1833-1837. Kolozsvárt, 9 füzetben (ebben vannak papi dolgozatai). 